# Canal Winchester (Ohio)
Canal Winchester est une ville américaine située dans les comtés de Fairfield et de Franklin, dans l'Ohio. Selon le recensement de 2020, sa population est de 9 107 habitants.

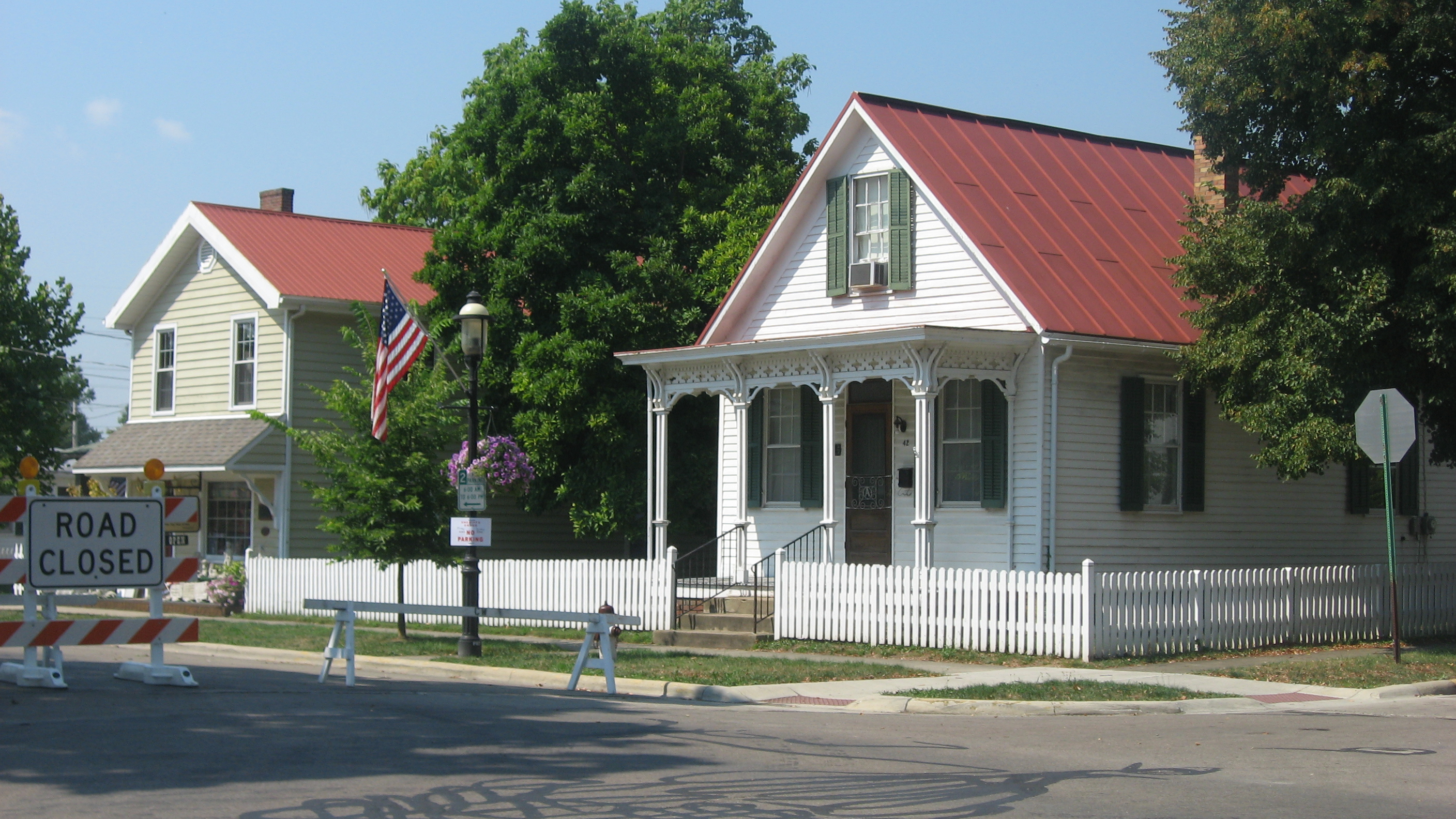
Quartier nord de High Street à Canal Winchester